# Erazm Parczewski
Erazm Parczewski herbu Nałęcz (ur. 12 czerwca 1826 w Ociążu koło Kalisza, zm. 12 lipca 1915 w Belnie koło Świecia), polski działacz społeczno-narodowy na Pomorzu i Warmii.

## Życiorys
Był synem Bogusława Parczewskiego (1789–1864) i Magdaleny z Goreckich (1797–1880). W 1848 brał udział w powstaniu wielkopolskim, podczas którego został wzięty do niewoli i więziony w twierdzy kostrzyńskiej. Maturę zdał w 1849 w Królewskim Katolickim Gimnazjum w Ostrowie Wielkopolskim. Następnie studiował prawo na Uniwersytecie Śląskim im. Fryderyka Wilhelma we Wrocławiu. Po ukończeniu studiów krótko pracował w sądzie, po czym przez kilkanaście lat zarządzał majątkiem Lewków w Wielkopolsce.
W 1864 poślubił Teklę z Wolszlegierów i osiadł na Kociewiu w Belnie. Zaangażował się wtedy w działalność społeczno-polityczną. Był członkiem Prowincjonalnego Komitetu Wyborczego dla Prus Zachodnich i Warmii (w latach 1886–1907 jako prezes). W latach 1874–1877 był posłem do parlamentu Rzeszy z ramienia ludności polskiej okręgu Świecie, gdzie był członkiem poselskiego Koła Polskiego w Berlinie.
Działał również w wielu organizacjach i stowarzyszeniach lokalnych. Między innymi był członikiem: Towarzystwa Naukowego w Toruniu, Dyrekcji Towarzystwa Pomocy Naukowej dla Młodzieży Prus Zachodnich, Towarzystwa Przemysłowców i Śpiewaków, Towarzystwa Rolniczego na powiat świecki i chojnicki i wielu innych. W większości tych organizacji sprawował funkcję we władzach. Reprezentował także Pomorze na zebraniu organizacyjnym Towarzystwa Oświaty Ludowej w Poznaniu (1872).
Brał udział w niezliczonych polskich wiecach, zwłaszcza podczas wyborów. W 1898 pełnił funkcję przewodniczącego Komitetu Wyborczego na Warmii.
Małżeństwo Parczewskich miało pięciu synów. Drugim z kolei był znany później lekarz i działacz społeczny na Górnym Śląsku Bogusław Parczewski (1869–1935).
Erazm i Tekla Parczewscy zostali pochowani na przykościelnym cmentarzu parafii Trójcy Świętej w Jeżewie.